# Корнієнко Анжеліка Анатоліївна
Анжеліка Анатоліївна Корнієнко (нар. 20 червня 1973, УРСР) — українська футболістка, нападниця жіночої збірної України з футболу. Майстер спорту України.

## Клубна кар'єра
У 1989 році розпочала професійну футбольну кар'єру в команді київського «Динамо», звідки в 1993 році перейшла до «Арени» (Київ), з якою виграла Кубок України. Наступного року стала гравцем клубу «Юніса» (Київ), який у 1995 році змінив назву на «Спартак». Потім поїхала за кордон, де захищала кольори російських клубів. У 1999 році повернулася на батьківщину, де увійшла до складу клубу «Київська Русь». Восени 2001 року виступала за харківську команду «Харків'янка». У 2004 році завершила футбольну кар'єру в київському клубі «СоцТех».

## Кар'єра в збірній
4 квітня 1995 року вперше була викликана до національної збірної України на товариську гру проти Польщі, але в тій грі так і не вийшла на поле.
У футболці збірної України дебютувала 7 квітня 1995 року в переможному (1:0) виїзному товариському матчі проти збірної Росії. Анжеліка вийшла на поле на 50-й хвилині, замінивши Галину Михайленко.
За свою історію Анжеліка зіграла у складі головної команди країни 21 матч.

## Досягнення
- Чемпіонка України (1): 1993
- Срібна призерка чемпіонату України (2): 1994, 2001
- Бронзова призерка чемпіонату України (2): 1995, 2000
- Володарка Кубка України (1): 1993